# 白尾鳾
白尾鳾（学名：Sitta himalayensis）为鳾科鳾属的鸟类。分布于西起印度、东抵缅甸、老挝、越南以及中国大陆的西藏、云南等地，常见于海拔1900-2600米间的阔叶林或针阔混交林。该物种的模式产地在喜马拉雅山脉地区。

## 亚种
- 白尾鳾指名亚种（学名：Sitta himalayensis himalayensis）。分布于西起印度、东抵老挝、越南以及中国大陆的西藏、云南等地。该物种的模式产地在喜马拉雅山脉地区。[2]